# 大眼相模肩燈魚
大眼相模肩燈魚，為管肩魚科的其中一種，為深海魚類，分布於東大西洋格陵蘭東部、不列顛群島、葡萄牙、加納利群島與維德角群島、幾內亞灣、安哥拉與那米比亞海域，深度365-1200公尺，體長可達27公分，棲息在底中層水域，生活習性不明。